# Szabó István (bűvész, 1954–2009)
Szabó István (Budapest, 1954. március 26. – Budapest, 2009. május 4.) Close-up bűvész, id. Szabó István bűvész fia.

## Élete
1966 és 1972 között aktív kísérő zenész bűvész előadásokon, bűvész klub rendezvényeken, és országjáró utazó műsorokban. 1973-ban kapcsolódik az édesapa, id. Szabó István 1969-ben alapított üzletében, a Figaro bűvészboltban a bűvészet akkor kialakuló új ágába, a close-up bűvészetbe. 1974 és 2003 között több száz nemzetközi szakmai kongresszus résztvevője, előadója. Ausztria, Franciaország, Hollandia, Olaszország, Németország, Svájc nemzetközi bűvész kongresszusainak állandó meghívottja. Kiemelten jelentősek: Europa Kongress Baden-Baden (3 alkalom), The Magic Hands Fachkongress (16 éven át) , Colombe D’Or Juan les Pins (11 éven át). Az első magyar bűvész, aki 1982-ben close-up műsorral szerez hivatásos előadóművészi működési engedélyt.
Szakmai tevékenysége két külön területen mozog. A Figaro bűvészboltban a bűvészettel ismerkedők első lépéseit segítik a saját, eredeti leírások, szakmai kiadványok, oktató filmek, és a személyes előadások. A nemzetközi bűvész kongresszusokon 1995 és 2003 között egy különleges területre fókuszál, „Card to Wallet” címmel a close-up kártyabűvészet klasszikus alapokra épített új lehetőségeit mutatja be.
A Figaro bűvészboltban édesapjával együtt negyven éven át formálta és kiadványain, leírásain keresztül formálja ma is a fiatalok szakmai érdeklődését.
Hosszan tartó súlyos betegség után halt meg 2009 májusában.